# Danh sách người xứ Wales nổi tiếng
Danh sách người xứ Wales nổi tiếng trong nước lẫn quốc tế trên nhiều lĩnh vực được sắp xếp tên theo thứ tự ABC.
Danh sách này không đầy đủ, bạn cũng có thể giúp mở rộng danh sách.

## Những nhà thám hiểm
- John Evans (1770–1799)
- George Everest (1790–1866)
- Henry Morton Stanley (1841–1904, sinh tại Denbigh)

## Những nhà làm phim
- Marc Evans (sinh năm 1963), đạo diễn
- Peter Greenaway (sinh năm 1942), đạo diễn
- Craig Handley (sinh năm 1977), đạo diễn
- Richard Marquand (1938–1987), đạo diễn của Star Wars Episode VI - Return of the Jedi
- Andrew Jones (sinh năm 1983), đạo diễn
- Sara Sugarman đạo diễn

## Quốc vương
- Gruffudd ap Cynan
- Gruffudd ap Llywelyn
- Hywel Dda
- Edward II của Anh
- Henry V của Anh
- Henry VII của Anh
- Llywelyn ap Gruffudd
- Llywelyn Fawr
- Maelgwn Gwynedd
- Owain Glyndŵr
- Owain Gwynedd
- Peter Yochim

## Những nhà khoa học
- Edward George Bowen (1911–1991), người đi đầu trong việc sử dụng radar
- Glyn Daniel (1914–1986), nhà khảo cổ học
- Donald Davies (1924–2000), chuyên viên máy tính
- Sir Sam Edwards (sinh năm 1928), nhà vật lý
- Sir William Robert Grove (1811–1896), nhà hóa học
- Sir John T. Houghton, nhà vật lý khí quyển
- Steve Jones (sinh năm 1944), nhà sinh vật học
- William Jones (1675–1749), nhà toán học
- Brian David Josephson (sinh năm 1940), người đạt giải Nobel Vật lý
- Hywel Owen (sinh năm 1969), nhà vật lý
- William Henry Preece (1834–1913), kỹ sư
- Gareth Roberts, nhà vật lý
- Isaac Roberts (sinh 1882), người tiên phuông trong lĩnh vực nhiếp ảnh vũ trụ
- Robert Recorde (khoảng 1510 – 1558), nhà toán học
- Elmer Rees, nhà toán học
- Lord Bertrand Russell (1872–1970), nhà toán học, triết gia, người phát minh CND, từng nhận giải Nobel
- David Thomas, nhà di truyền học
- John Meurig Thomas (sinh năm 1932), nhà hóa học
- Alfred Russel Wallace (1823–1913), nhà sinh vật học

## Những vận động viên nổi tiếng

### Điền kinh
- John Ainsworth-Davies (1895–1976), huy chương vàng Olympic
- James Alford, Athletics
- Timothy Benjamin (sinh năm 1982),
- Jamie Baulch (sinh năm 1973), vận động viên 400 m
- Lynn Davies, huy chương vàng Olympic
- Tanni Grey-Thompson (sinh năm 1969)
- Colin Jackson (sinh năm 1967), người nắm giữ kỷ lục thế giới, là nhà vô địch các giải Olympic, Thế giới và châu Âu
- David Jacobs (1888–1976)), huy chương vàng Olympic
- Steve Jones
- Christian Malcolm (sinh năm  1979)
- Iwan Thomas (sinh năm 1974), vận động viên 400 m
- Rhys Williams (sinh năm 1984), vận động viên 400 m vượt rào

### Vận động viên golf
- Becky Brewerton (sinh năm 1982)
- Bradley Dredge (sinh năm 1973)
- Stephen Dodd (sinh năm 1966)
- Brian Huggett (sinh năm 1936)
- Becky Morgan (sinh năm 1974)
- Phillip Price (sinh năm 1966)
- Dai Rees (1913–1983)
- Ian Woosnam (sinh năm 1958), từng đoạt Ryder Cup và là nhà vô địch giải US Masters Champion

### Những tay đua nổi tiếng
- Ian Lougher (sinh năm 1963), tay đua môtô
- Tom Pryce (1949–1977)
- Alan Rees (sinh năm 1936), tay đua xe Công thức 1

### Bóng đá
- Gareth Bale
- Ryan Giggs
- Mark Hughes
- Aaron Ramsey